# Provinciale weg 632
De provinciale weg 632 (N632) is een provinciale weg in de provincie Noord-Brabant. De weg vormt een verbinding tussen Dongen en de Ring Tilburg/N260 ten noordwesten van Tilburg.
De weg is uitgevoerd als tweestrooks-gebiedsontsluitingsweg met buiten de bebouwde kom een maximumsnelheid van 80 km/h. Over de gehele lengte heet de weg Steenstraat en Vierbundersweg. De provincie is verantwoordelijk voor het beheer van deze weg.
Doordat Tilburg de afgelopen decennia steeds verder naar het noordwesten is opgerukt rijdt steeds meer (vracht)verkeer vanuit deze stad via deze weg naar de A27 bij Oosterhout. Enkele jaren geleden werd daarom besloten om deze weg, samen met de N629 (Dongen - Oosterhout) de status van provinciale weg te geven. Het wegprofiel is hierop echter nog niet aangepast. Vanaf 2020 zal worden begonnen met de opwaardering van de N629/N632. Tussen Dongen en Oosterhout zal hiertoe een nieuwe weg worden aangelegd.
N62 · N69 · N251 · N252 · N253 · N254 · N255 · N256/A256 · N257 · N258 · N260 · N261 · N262 · N263 · N264 · N266 · N267 · N268 · N269 · N270/A270 · N271 · N272 · N273 · N274 · N275 · N276 · N277 · N278 · N279 · N280 · N281 · N282 · N283 · N284 · N285 · N286 · N287 · N288 · N289 · N290 · N291 · N292 · N293 · N294 · N295 · N296 · N296n · N297 · N298 · N300 · N321 · N322 · N324 · N329 · N389 · N394 · N395 · N396 · N397

N556 · N562 · N564 · N570 · N572 · N590 · N595 · N598 · N601 · N602 · N605 · N607 · N612 · N613 · N615 · N616 · N617 · N618 · N620 · N622 · N625 · N629 · N631 · N632 · N637 · N638 · N639 · N640 · N641 · N651 · N652 · N653 · N654 · N655 · N656 · N658 · N659 · N660 · N661 · N662 · N663 · N664 · N665 · N666 · N667 · N668 · N669 · N670 · N671 · N673 · N674 · N675 · N676 · N682 · N683 · N686 · N689 · N690 · N831 · N843

Voormalige provinciale wegen: N299 · N551 · N552 · N553 · N554 · N555 · N560 · N561 · N563 · N565 · N566 · N567 · N568 · N571 · N574 · N580 · N581 · N582 · N583 · N584 · N585 · N586 · N587 · N588 · N589 · N591 · N592 · N593 · N594 · N596 · N597 · N603 · N604 · N606 · N608 · N610 · N611 · N614 · N619 · N621 · N623 · N624 · N626 · N628 · N630 · N634 · N642 · N657